# Erich Band

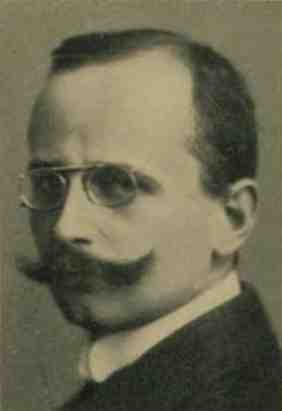
Erich Band (1912)

Erich Richard Band (* 10. Mai 1876 in Berlin; † 13. Mai 1945 in Waidhofen an der Ybbs) war ein deutscher Dirigent, Chorleiter und Komponist. Von 1905 bis 1924 war er Hofkapellmeister in Stuttgart. Hier dirigierte er 1917 die Uraufführung von Siegfried Wagners Oper An allem ist Hütchen schuld! Von 1924 bis 1932 war er Generalmusikdirektor in Halle, wo er die Leitung des Stadttheater-Orchesters innehatte.

## Leben
Erich Band wurde 1876 als Sohn des Professors Oskar Band und dessen Frau Luise Stelter in Berlin geboren. Nach dem Besuch des Luisenstädtischen Gymnasium studierte er von 1894 bis 1897 Klavier und Komposition an der Königlichen Hochschule für Musik. Außerdem hörte er an der Friedrich-Wilhelms-Universität Berlin.
Von 1897/98 war er Kapellmeister-Volontär am Stadttheater Mainz. 1898/99 war er 1. Kapellmeister am Fürstlichen Theater Detmold. 1899 wechselte er an das Stadttheater Koblenz. Von 1900 bis 1902 wirkte er als Dirigent in Berlin. 1902 unternahm er eine Winterkonzerttournee an die Monatsoper Liegnitz. 1904/04 war er 1. Kapellmeister am Stadttheater Bremen und 1904/05 am Stadttheater Rostock.
Von 1905 bis 1924 war er Hofkapellmeister bei der Württembergischen Hofkapelle und dann am Staatstheater in Stuttgart. Hier verantwortete er 1917 die Uraufführung der Oper An allem ist Hütchen schuld! von Siegfried Wagner. Ab 1910 übernahm er außerdem die Dirigate des Vereins für klassische Kirchenmusik und des Lehrergesangsvereins. Ferner lehrte er an der Stuttgarter Musikhochschule.
1924 wurde er Städtischer Generalmusikdirektor und Operndirektor in Halle. Entsprechend leitete er von 1924 bis 1932 das Stadttheater-Orchesters Halle.
Band veröffentlichte u. a. den Beitrag Zur Entwicklungsgeschichte des modernen Orchesters (1910). Ferner trat er als Komponist hervor (u. a. Kammermusik und Lieder) und bearbeitete Aubers Der schwarze Domino (Stuttgart 1908) und Webers Euryanthe (Stuttgart 1923).
Er war Vorstandsmitglied des Reichsverbandes deutscher Tonkünstler und Musiklehrer, stellvertretender Vorstand des Stuttgarter Tonkünstlervereins und vereidigter Sachverständiger für Musik der Kammern für Württemberg, Baden und Hessen.
Band war mit der Sopranistin Olga Band-Agloda, geb. Linzer (1872–1941) verheiratet. Er verstarb kurz nach Kriegsende in Waidhofen an der Ybbs im besetzten Nachkriegsösterreich.

## Werke
- 7 Klavierstücke op. 1
- Klaviersonate op. 2
- Streichquartett A-Dur op. 3
- Lieder op. 4, 6 und 8
- 2 Klavierstücke op. 5
- Romanze für Violoncello und Orchester op. 7
- 2 Gesänge mit Orchester op. 9
- Friede für Chor und Orchester op. 10

## Auszeichnungen
Er war Träger folgender Auszeichnungen:
- Friedrichs-Orden (Württemberg), Ritterkreuz
- Königlicher Kronen-Orden (Preußen), I. Klasse
- Greifenorden (Mecklenburg)
- Wilhelmskreuz (Württemberg)
- Zentenarmedaille (Preußen)
- Landwehr-Dienstauszeichnung